# 徳本恵子
徳本 恵子（とくもと けいこ、1965年（昭和40年）8月23日 - ）は、KRY山口放送の女性アナウンサー。
山口県周南市（旧・熊毛郡熊毛町）出身。二松學舍大学を卒業。1988年、山口放送に入社。

## 担当番組
- ほっとゾーンおはようKRY（金曜、ラジオ）

## 過去の主な担当番組
- 徳本恵子の情報畑（ラジオ）
- 宇宙船かたつむり発進（ラジオ）
- 県民アワークイズ探検山口元気丸（テレビ）